# Kościół Zwiastowania Najświętszej Maryi Panny w Jasionnej
Kościół Zwiastowania Najświętszej Maryi Panny w Jasionnej – rzymskokatolicki kościół parafialny należący do parafii pod tym samym wezwaniem (dekanat jedliński diecezji radomskiej).

## Historia
Kościół został wzniesiony w połowie XVII wieku, na miejscu poprzedniej, XV-wiecznej świątyni. Budowla została wyremontowana w latach 1865–1876, razem z dobudowaniem kruchty na osi nawy i przebudowaniem chóru muzycznego. Polichromia została wykonana w 1882. W 1883 do zakrystii został dostawiony przedsionek. W latach 1902, 1930 i 1978 wnętrze świątyni zostało wymalowane. W 1985 roku budowla została rozebrana (z wyjątkiem prezbiterium) i wybudowana została nowa, dłuższa, wymienione zostały również elementy modrzewiowe. Dach został przykryty blachą miedzianą.

## Architektura

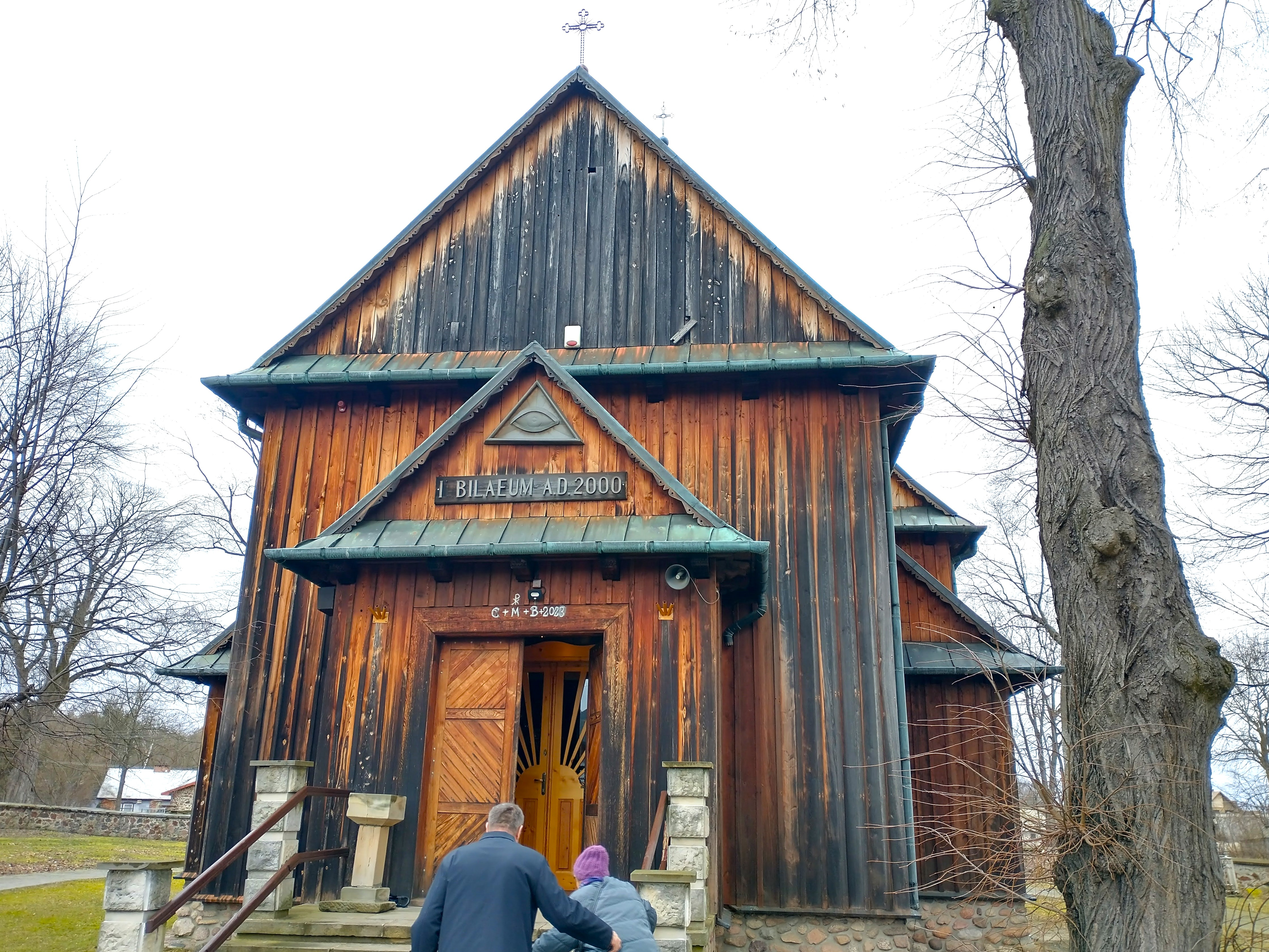
Widok od frontu

Jest to budowla drewniana, trzynawowa, wzniesiona w konstrukcji zrębowej. Świątynia nie jest orientowana. Prezbiterium jest mniejsze od nawy, zamknięte ścianą prostą, z boku znajduje się zakrystia. Od frontu nawy jest usytuowana kruchta z dwoma bocznymi aneksami. Kościół nakrywa dach dwukalenicowy, pokryty blachą miedzianą, na dachu jest umieszczona ośmiokątna sygnaturka. Zwieńcza ją blaszany dach hełmowy z latarnią. Wnętrze na trzy części dzielą dwa rzędy słupów, ustawionych parami. Prezbiterium nakryte jest sklepieniem kolebkowym, nawa główna płaskim stropem, a nawy boczne - półkolebkami. Chór muzyczny jest podparty czterema filarami i posiada wystawkę w części centralnej. Organy z 1870 zostały wykonane przez Leopolda Blomberga. Podłogę wykonano z płytek ceramicznych. Belka tęczowa jest ozdobiona barokową Grupą Ukrzyżowania z pierwszej połowy XVIII wieku. Ołtarz główny, jeden ołtarz boczny i ambona w stylu barokowym pochodzą z połowy XVIII wieku. Chrzcielnica w stylu późnobarokowym powstała w drugiej połowie XVIII wieku. Feretron ludowy pochodzi z około połowy XIX wieku i jest ozdobiony obrazami Chrystusa oraz świętych Rocha i Rozalii. Dwa krucyfiksy reprezentują styl rokokowy i ludowy. Wieczna lampka jest przykładem stylu barokowego. Ornat z kolumną haftowaną pochodzi z XVII/XVIII wieku. Książki parafialne z przełomu XVII i XVIII wieku są oprawione w inkunabuły na pergaminie. Wewnątrz świątyni założona jest instalacja elektryczna. Przewody są poprowadzone w rurach ochronnych. Kościół posiada również odprowadzenie wody deszczowej z dachu i rynny a także rury spustowe i powierzchniowe. Świątynia zabezpieczona jest instalacją odgromową.

## Galeria

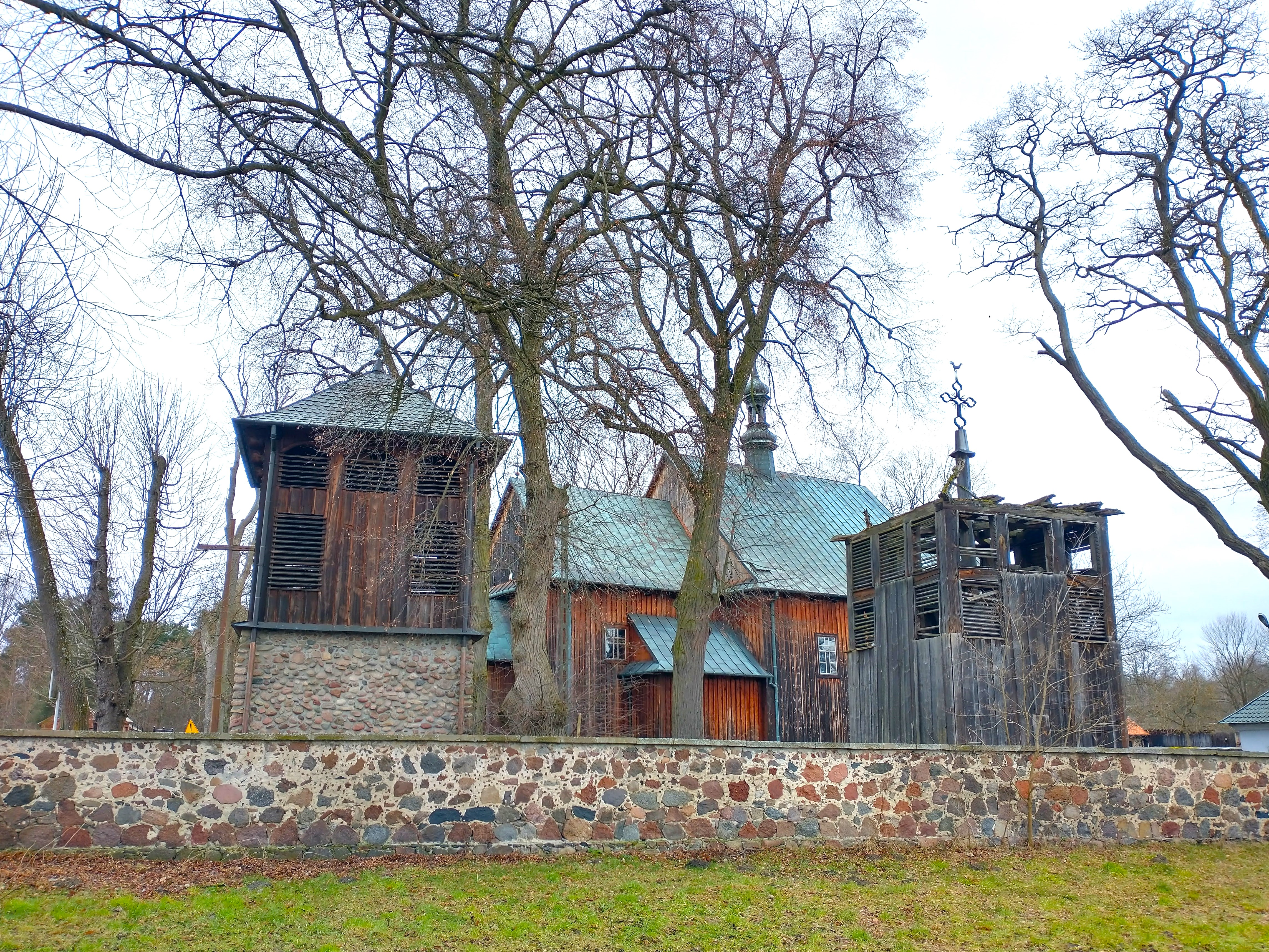
Dzwonnice
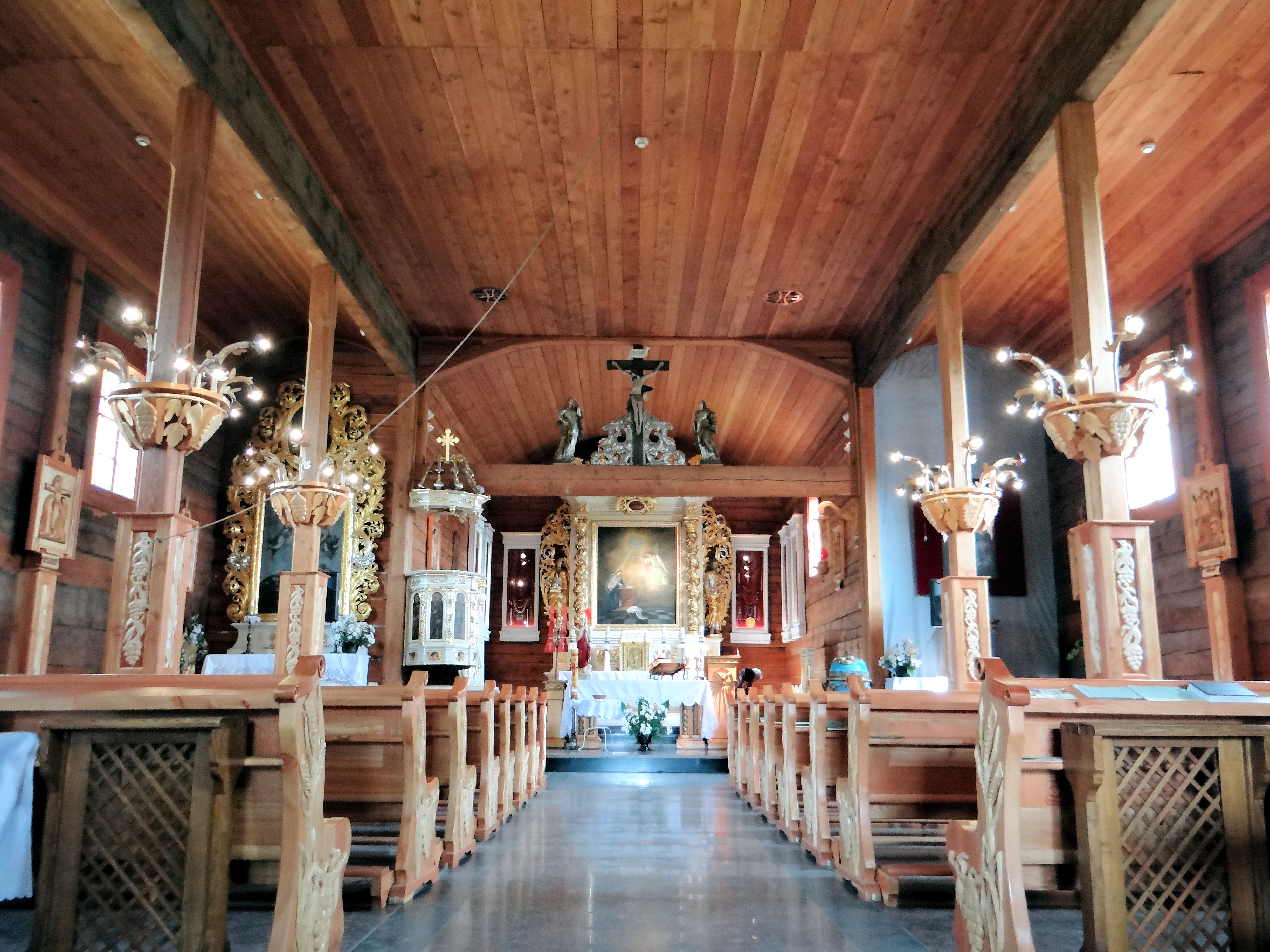
Wnętrze i ołtarz